# جون هاند
جون هاند هو مجدف كندي، ولد في 14 يونيو 1902 في تورونتو في كندا، وتوفي في 7 يوليو 1967.

## وصلات خارجية
- جون هاند على موقع الاتحاد الدولي للتجديف (الإنجليزية)
- جون هاند على موقع اللجنة الأولمبية الدولية (الإنجليزية)
- جون هاند على موقع أوليمبيديا (الإنجليزية)